# R Corvi
Désignations
R Corvi (en abrégé R Crv) est une étoile variable de type Mira de la constellation du Corbeau. Sa magnitude apparente varie entre 6,7 et 14,4, sur une période d'environ 317 jours. Dans le ciel elle apparaît proche de Gamma Corvi et peut être vue dans le même champ de jumelles qu'elle.
En reliant la luminosité de R Corvi avec sa période de 317 jours, on peut lui déduire une distance d'environ 810 pc (∼2 640 al) de la Terre.